# Sei Nazioni 2000
Il Sei Nazioni 2000 (in inglese 2000 Six Nations Championship; in francese Tournoi des Six Nations 2000; in gallese Pencampwriaeth y Chwe Gwlad 2000) fu la 1ª edizione del torneo annuale di rugby a 15 tra le squadre nazionali di Francia, Galles, Inghilterra, Irlanda, Italia e Scozia, nonché la 106ª in assoluto considerando anche le edizioni dell'Home Nations Championship e del Cinque Nazioni.
Noto per motivi di sponsorizzazione come 2000 Lloyds TSB Six Nations a seguito di accordo di partnership commerciale con la banca Lloyds TSB, si tenne dal 5 febbraio al 2 aprile 2000 e vide l'esordio assoluto dell'Italia, due anni dopo la sua ammissione formale alla competizione, avvenuta nel gennaio 1998.
Il consiglio federale, anche venendo incontro alle preferenze del comitato organizzatore del torneo, deliberò di utilizzare come impianto di casa lo Stadio Flaminio di Roma, struttura di proprietà comunale da circa 30000 posti, il meno capiente del torneo.
Il calendario dell'Italia, reduce dalla disastrosa Coppa del Mondo 1999 con tre sconfitte su tre incontri e 196 punti subìti, la contrapponeva nella partita inaugurale alla Scozia campione uscente; nonostante il giudizio negativo degli allibratori ‒ che pagavano fino a 250 volte l'eventuale scommessa vinta sulla conquista finale del trofeo da parte degli Azzurri ‒ furono altresì proprio loro a imporsi vincendo 34-20 con 29 punti al piede di Diego Domínguez (una trasformazione, sei calci piazzati e tre drop) e una meta di Giampiero De Carli, anche se quella fu l'unica vittoria del torneo e dei due successivi.
Il torneo fu dominato dall'Inghilterra che vinse le sue prime quattro partite e si aggiudicò matematicamente il titolo prima ancora di scendere in campo nell'ultima giornata a seguito della sconfitta dell'Irlanda, unica contendente al successo rimasta in corsa, in casa contro il Galles; i capilista si presentarono a Edimburgo in visita a una Scozia ancora a zero punti con ancora la Calcutta Cup palio, e furono sconfitti 13-19; nonostante la 33ª vittoria complessiva nel torneo, l'Inghilterra mancò così sia il Grande Slam che la Triplice Corona.
Il valore delle marcature, come stabilito dall’IRFB nel 1992, era: 5 punti per ciascuna meta (7 se trasformata), 3 punti per la realizzazione di ciascun calcio piazzato, idem per il drop.

## Nazionali partecipanti e sedi
| Squadra     | Città       | Impianto interno   |
| ----------- | ----------- | ------------------ |
| Francia     | Saint-Denis | Stade de France    |
| Galles      | Cardiff     | Millennium Stadium |
| Inghilterra | Londra      | Twickenham         |
| Irlanda     | Dublino     | Lansdowne Road     |
| Italia      | Roma        | Stadio Flaminio    |
| Scozia      | Edimburgo   | Murrayfield        |

## Risultati

### 1ª giornata
| Arbitro: | Jonathan Kaplan |

|                                          |      |                             |
| G. De Carli 79’                          | mt   | 36’ Bulloch 80+2’ M. Leslie |
| Domínguez 79’                            | tr   | 36’ Logan 80+2’ Townsend    |
| Domínguez 23’, 32’, 39’, 40+3’, 53’, 64’ | c.p. | 58’ Townsend                |
| Domínguez 42’, 47’, 68’                  | drop | 18’ Townsend                |

| Arbitro: | Steve Walsh |

|                                   |      |               |
| Back Cohen (2) Healey (2) Tindall | mt   | Maggs Galwey  |
| Wilkinson (4)                     | tr   | Humphreys     |
| Wilkinson (4)                     | c.p. | Humphreys (2) |

| Arbitro: | Chris White |

|             |      |                                          |
|             | mt   | 56’ Magne 58’ T. Castaignède 79’ Ntamack |
|             | tr   | 56’, 58’, 79’ Lamaison                   |
| Jenkins 14’ | c.p. | 28’, 36’, 50’, 78’ Lamaison              |
|             | drop | 25’ Lamaison                             |

### 2ª giornata
| Arbitro: | Stuart Dickinson |

|                          |      |                                   |
| R. Dourthe 45’, 51’, 73’ | c.p. | 12’, 19’, 30’, 56’, 66’ Wilkinson |

| Arbitro: | Joël Dumé |

|                                          |      |                       |
| Humphreys Wood O’Driscoll O’Kelly Horgan | mt   | Graham Logan Metcalfe |
| Humphreys (3) O’Gara (2)                 | tr   | Logan (2)             |
| Humphreys O’Gara (2)                     | c.p. | Logan (2)             |

| Arbitro: | Iain Ramage |

|                                                           |      |                    |
| S. Quinnell 29’ Bateman 52’ Howarth 69’ S. Williams 80+1’ | mt   | 58’ W. Visser      |
| N. Jenkins 52’, 69’, 80+1’                                | tr   | 58’ Domínguez      |
| N. Jenkins 4’, 16’, 19’, 24’, 27’, 37’, 43’               | c.p. | 12’, 33’ Domínguez |
|                                                           | drop | 8’ Domínguez       |

### 3ª giornata
| Arbitro: | Jim Fleming |

|                                                             |      |                          |
| Greening 29’ Back 52’ R.A. Hill 61’ Dallaglio 69’ Cohen 77’ | mt   |                          |
| Wilkinson 29’, 52’, 69’                                     | tr   |                          |
| Wilkinson 2’, 16’, 21’, 40’, 46’                            | c.p. | 14’, 18’, 37’ N. Jenkins |
|                                                             | drop | 10’ N. Jenkins           |

| Arbitro: | Steve Lander |

|                             |      |                                   |
| Nicol 41’                   | mt   | 11’ T. Castaignède 67’, 73’ Magne |
| Paterson 41’                | tr   | 11’, 67’ Merceron                 |
| Logan 17’ Paterson 21’, 40’ | c.p. | 21’, 42’, 77’ Merceron            |

| Arbitro: | Derek Bevan |

|                                                                    |      |                   |
| Wood 8’ Horgan 19’, 80+2’ K. Dawson 36’ O’Driscoll 61’ Dempsey 80’ | mt   | 33’ De Rossi      |
| O’Gara 8’, 19’, 36’, 61’, 80’, 80+2’                               | tr   | 73’ Domínguez     |
| O’Gara 4’, 13’, 26’, 40+2’, 43’, 57’                               | c.p. | 7’, 10’ Domínguez |

### 4ª giornata
| Arbitro: | David McHugh |

|                            |      |                         |
| S. Williams 37’, 63’       | mt   | 46’ Leslie 77’ Townsend |
| S. Jones 37’, 63’          | tr   | 46’ Hodge               |
| S. Jones 3’, 40’, 48’, 54’ | c.p. | 24’, 52’ Hodge          |

| Arbitro: | David Lewis |

|                      |      |                                                                    |
| Martin 7’ Stoica 61’ | mt   | 27’ tecnica 36’, 77’ M. Dawson 46’, 48’, 54’ Healey 59’, 72’ Cohen |
| Domínguez 7’         | tr   | 27’, 36’, 48’, 72’ Wilkinson 77’ King                              |
|                      | c.p. | 3’, 6’ Wilkinson                                                   |
|                      | drop | 33’ Back                                                           |

| Arbitro: | Paul Honiss |

|                          |      |                               |
| Laussucq 30’             | mt   | 23’, 58’, 74’ O’Driscoll      |
| Merceron 30’             | tr   | 23’, 58’ O’Gara 74’ Humphreys |
| Merceron ?’, 54’, ?’, ?’ | c.p. | 2’ O’Gara 78’ Humphreys       |

### 5ª giornata
| Arbitro: | Pablo De Luca |

|                                                              |      |                                             |
| A. Penaud 26’, 66’ T. Castaignède 35’ Pelous 44’ Benazzi 63’ | mt   | 17’ Martin 28’, 80+2’ Troncon 74’ Mazzucato |
| R. Dourthe 26’, 35’, 44’, 66’                                | tr   | 17’, 28’, 74’, 80+2’ Domínguez              |
| Dourthe 6’, 31’, 53’                                         | c.p. |                                             |
|                                                              | drop | 13’ Domínguez                               |

| Arbitro: | Andy Cole |

|                         |      |                                  |
| Horgan 55’              | mt   | 19’ Budgett 46’ S. Jones         |
| O’Gara 55’              | tr   | 19’, 46’ S. Jones                |
| O’Gara 3’, 9’, 51’, 64’ | c.p. | 34’ S. Jones 76’, 77’ N. Jenkins |

| Arbitro: | Clayton Thomas |

|                          |      |                    |
| Hodge 75’                | mt   | 23’ Dallaglio      |
| Hodge 75’                | tr   | 23’ Wilkinson      |
| Hodge 21’, 36’, 40’, 60’ | c.p. | 28’, 79’ Wilkinson |

## Classifica
| Pos | Squadra     | G | V | N | P | PF  | PS  | DP   | Pt |
| --- | ----------- | - | - | - | - | --- | --- | ---- | -- |
| 1   | Inghilterra | 5 | 4 | 0 | 1 | 183 | 70  | +113 | 8  |
| 2   | Francia     | 5 | 3 | 0 | 2 | 140 | 92  | +48  | 6  |
| 3   | Irlanda     | 5 | 3 | 0 | 2 | 168 | 133 | +35  | 6  |
| 4   | Galles      | 5 | 3 | 0 | 2 | 111 | 135 | −24  | 6  |
| 5   | Scozia      | 5 | 1 | 0 | 4 | 95  | 145 | −50  | 2  |
| 6   | Italia      | 5 | 1 | 0 | 4 | 106 | 228 | −122 | 2  |